# SOUP (ROUAGEのアルバム)
『SOUP』（スープ）は、ROUAGEのメジャー4枚目のスタジオ・アルバム。1998年11月11日発売。マーキュリー・ミュージックエンタテインメント（現・ユニバーサルミュージック）よりリリース。

## 収録曲
1. 昇るブタ
  - 作詞:KAZUSHI/作曲:RIKA/編曲:ROUAGE・Akira Nishihira

9thシングル「深空」のカップリング曲のアルバムバージョン。
2. endless loop
  - 作詞:KAZUSHI/作曲:RIKA/編曲:ROUAGE・Akira Nishihira

8thシングルのアルバムバージョン。
3. ハッピー、ピープル
  - 作詞:KAZUSHI/作曲:ROUAGE/編曲:ROUAGE・Akira Nishihira
4. angel-fishの涙
  - 作詞:KAZUSHI/作曲:SHONO/編曲:ROUAGE・Akira Nishihira

7thシングル。
5. 深空
  - 作詞:KAZUSHI/作曲:RIKA/編曲:ROUAGE・Akira Nishihira

9thシングル。
6. black box
  - 作詞:KAZUSHI/作曲:SHONO/編曲:ROUAGE・Akira Nishihira
7. Sink...TANK
  - 作詞:KAZUSHI/作曲:SHONO/編曲:ROUAGE・Akira Nishihira
8. プロトタイプな凍えた雨と、痂だらけの羊達
  - 作詞:KAZUSHI/作曲:RIKA/編曲:ROUAGE・Akira Nishihira
9. Home sick
  - 作詞:KAZUSHI/作曲:RAYZI/編曲:ROUAGE・Akira Nishihira
    - 2007年にkannivalismがシングル「small world」でカヴァー。
10. ゆめはまたゆめ
  - 作詞:KAZUSHI/作曲:RAYZI/編曲:ROUAGE・Akira Nishihira